# Faetano
Faetano este un oraș în San Marino. Are o suprafață de 7,75 km².